# آپیان
آپیان (یونانی باستان: Ἀππιανός Ἀλεξανδρεύς؛ زاده ح. 95 درگذشته ح. 165) یک مورخ اهل مصر باستان بود.